# 克孜勒陶镇
克孜勒陶镇（维吾尔语قىزىلتو يېزىسى）是中华人民共和国新疆维吾尔自治区克孜勒苏柯尔克孜自治州阿克陶县下辖的一个乡镇级行政单位。2020年12月30日，新疆维吾尔自治区自治区人民政府同意撤销阿克陶县克孜勒陶乡建制，设立克孜勒陶镇，撤乡设镇后隶属关系，政府驻地不变，将玉麦乡域内的丝路佳苑社区划归克孜勒陶镇管辖。

## 行政区划
克孜勒陶镇下辖以下地区：
丝路佳苑社区、乌尔都隆孜村、喀尔乌勒村、塔尔开其克村、艾杰克村、喀拉塔什村、喀拉塔什其木干村、托云都克村、塔木村、喀普喀村、其木干村、阿尔帕勒克村、乡牧场和乡农场。

## 中国传统村落
2013年8月，艾杰克村被评为第二批中国传统村落。